# Марк Оклатиний Адвент
Марк Оклати́ний Адвент (лат. Marcus Oclatinius Adventus; умер после 218 года) — древнеримский государственный деятель, занимавший в 218 году должность ординарного консула.

## Биография
Адвент происходил из незнатной семьи. Его дата рождения неизвестна, но, вероятно, он родился до середины II века, поскольку к 217 году был уже пожилым человеком. Адвент начал карьеру службой в армии. В эпоху правления императора Септимия Севера он был начальником фрументариев и командиром вспомогательного подразделения, набранного из неримлян. Затем он перешел на государственную службу. В 205—207 годах Адвент находился на посту прокуратора Британии при наместнике Луции Альфене Сенеционе. В 216 году император Каракалла назначил его префектом претория вместе с Марком Опеллием Макрином.
В 216/217 году Адвент получил консульские знаки отличия, а в марте 217 года вошёл в состав сената в ранге консуляра. Адвент участвовал в парфянском походе Каракаллы. После убийства государя солдаты хотели провозгласить императором Адвента, но он отказался со ссылкой на свой преклонный возраст и болезнь глаз. В связи с этим его коллега Макрин был провозглашен императором в апреле 217 года. Вскоре Макрин назначил Адвента префектом Рима. Дион Кассий пишет, что многие порицали императора из-за этого, поскольку Адвент был безграмотен и некомпетентен. Кроме того, историк сообщает, после избрания ординарным консулом в 218 году (вместе с Макрином) Адвент не пришёл в сенат, притворившись больным, потому что не мог вести беседы подобающим образом. Также Кассия возмущало то, что Адвента назначили префектом Рима прежде, чем вступил в должность консула. Однако, сообщения Диона представляются несколько преувеличенными из-за его предвзятости по отношению к выходцам из скромных семей, таким как Макрин и Адвент.